# Доріей
Доріей (грец. Δωριεύς, Dōrieus) — спартанський царевич з роду Агіадів, син Анаксандріда II, брат Клеомена I, Леоніда I і Клеомброта.
Вважав себе здібнішим за брата Клеомена і не бажав йому підкорятися, тому з групою прихильників вирішив заснувати нову колонію. У 515 р. до н. е. спробував оселитися у гирлі річки Кінипс біля Лептіса. Однак незадоволені цим карфагеняни за підтримки максіїв і лівійців витіснили колоністів. Дорієй попрямував спочатку до Італії, а потім — до Сицилії, де між Панормом і Солунтом таки заснував колонію Гераклея. Місцеві еліми звернулися за допомогою до тих самих карфагенян. Греки зазнали поразки, Гераклея була зруйнована, а сам Доріей загинув у сутичці (506 р. до н. е.).